# Nosopsyllus consimilis
Nosopsyllus consimilis är en loppart som först beskrevs av Wagner 1898.  Nosopsyllus consimilis ingår i släktet Nosopsyllus och familjen fågelloppor. Inga underarter finns listade i Catalogue of Life.